# داهلونگا (جورجیا)
داهلونگا، جورجیا (به انگلیسی: Dahlonega, Georgia) یک شهر در ایالات متحده آمریکا با جمعیت ۵٬۲۴۲ نفر است که در جورجیا واقع شده‌است.

## موقعیت جغرافیایی
موقعیت جغرافیایی شهرها و مناطق اطراف به شرح زیر است: